# 多部田城
多部田城（たべたじょう）は、千葉市若葉区多部田町にあった日本の城。

## 概要
千葉市街から東へ約8キロメートルの郊外、多部田町の最福寺のすぐ裏手にある城跡である。都川およびその支流を望む比高約18～30メートルの台地上にある。
千葉常胤の四男・胤信は、多部田四郎を称し、この地を領していたとされる。胤信は、のちに大須賀（現在の成田市）に移った。また、千葉胤正の八男・胤忠は、多部田太郎を称していたことから、やはりこの地を分拠されたものと見られている。
上杉謙信が千葉胤富の属城である臼井城を攻めた時、城内に軍配の名人・白井入道がいたと伝えられるが、この白井入道は多部田殿と称されていることから、多部田城主と考えられている。

## 構造
多部田の字宿を中心とした城郭である。宿の西に突き出した台地の端には、北側に狭い腰郭が確認できる。その南に接して、土塁と空堀に囲まれた方形の郭がある。郭には、東西2箇所の虎口が設けられており、東の虎口は宿に通じ、西の虎口は台地先端に通じている。
この郭に相対して南東にもう1つの郭がある。この郭は、屈曲した土塁と空堀で外枠を作り、内部を土塁と空堀で3分し、複雑な形状をしている。また、北側面と西側面に腰郭が設けられている。

## アクセス
- 千葉駅より　いずみ台ローズタウン経由中野操車場行きちばフラワーバス　いずみ霊園観音様下車